# HD66522
HD66522 — хімічно пекулярна зоря спектрального класу B2, що має видиму зоряну величину в смузі V приблизно  7,2.
Вона  розташована на відстані близько 1707,6 світлових років від Сонця.

## Пекулярний хімічний склад
Зоряна атмосфера HD66522 має підвищений вміст 
He
.